# Igli Tare
Igli Tare, albanski nogometaš, * 25. julij 1973, Vlorë, Albanija.
Tare je nekdanji član rimskega Lazia. Svojo profesionalno kariero je začel leta 1996, ko je v Nemčiji nastopal za Karlsruher SC. Leto kasneje je prestopil v Fortuno Düsseldorf, leta 1999 pa je eno sezono nastopal za 1. FC Kaiserslautern. Od leta 2000 si je kruh služil v Italiji, kjer je poleg Lazia nastopal še za Brescio in Bologno. 
Igli Tare je visok 192 centimetrov, tehta pa 89 kilogramov. 